# Freguesia
La freguesia est la plus petite division administrative du territoire portugais. Le terme désigne également une circonscription électorale. Selon la nomenclature de la Commission européenne, les freguesias représentent le deuxième niveau d'unité administrative locale (UAL2). Elles correspondent également au cinquième niveau de la nomenclature des unités territoriales statistiques. Ce type de division joue un rôle essentiel dans l'administration locale du Portugal, étant un maillon fondamental de la gouvernance décentralisée et de la participation électorale à l'échelle locale.

## Étymologie et traductions
Selon l'historien José Hermano Saraiva, le terme freguesia apparaît à l'époque des invasions barbares, entre les VIe et VIIIe siècles, probablement sous les Wisigoths, dans le cadre d'une réorganisation de l'espace civique consécutive à l'effondrement des structures romaines et à une forte progression du christianisme.
« À l'époque, les paroisses remplacent les villas romaines dans leur fonction de cellules civiques de base, et la direction morale des communautés passe des seigneurs/maîtres (dominus) aux ecclésiastiques. Le terme freguesia, qui s'étend progressivement, désigne les nouvelles unités de peuplement et de voisinage (vicus) : les travailleurs, qui à l'époque romaine étaient considérés comme des serfs ou des colons, sont à présent considérés, du point de vue de l'Église, comme des « Fils » [de l'Église] : filii ecclesiae, d'où est venu le terme filigrês, puis freguês. »
D'un point de vue étymologique, le mot freguesia, formé par agglutination, vient de la contraction de l'expression latine Filii Ecclesiae, qui signifie « fils de l'Église » ; les freguesias constituaient les cellules civiques et les espaces géographiques à l'intérieur desquels évoluaient les « fils de l'Église »).
L'origine du mot explique les confusions fréquentes auxquelles se heurtent souvent traducteurs et analystes politiques qui ne tiennent pas compte des grands bouleversements administratifs du début du XXe siècle (1911-1926) et de la politique violemment anticléricale de la Première République portugaise.
« À l'heure actuelle, il n'est pas rare de voir le mot freguesia traduit en français par l'expression « paroisse civile » (ou simplement par le terme « paroisse »). D'un point de vue historique et sémantique, cette traduction, bien que tentante, est inexacte. Elle ne rend pas compte de l'évolution de l'usage du mot, de son sens actuel, et rend impossible la dissociation claire entre structures et circonscriptions civiles et religieuses, possible en portugais. » Elle est par ailleurs contraire à l'esprit de la loi de 1916.
Bien que les freguesias s'apparentent, d'un point de vue pratique, aux arrondissements des villes françaises, le terme désigne une réalité administrative très ancienne, propre au Portugal et à la sphère lusophone, et il est impossible de traduire littéralement le mot portugais à moins de créer un mot nouveau.

## Histoire

### Jusqu'en 1911
Jusqu'au libéralisme (XIXe siècle), les termes freguesia et paroisse (paróquia) sont synonymes (à l'instar des termes Conseil (Concelho) et Municipe (Município) aujourd'hui[Quand ?]), dans la mesure où les structures civiles et ecclésiastiques, héritées du Moyen Âge, ne sont pas différenciées au Portugal. « Le terme freguês, désignant l'habitant de la freguesia, sert alors indifféremment pour désigner les paroissiens, qui étaient, pour ainsi dire, les « administrés » du prélat. »
« Avec la réforme administrative du 18 juillet 1835, on voit apparaître une structure civile différenciée, appelée Junte de Paroisse (Junta de Paróquia), autonome de la structure décisionnelle ecclésiastique. Le fait qu'une junte autonome (pouvoir exécutif local) prenne en charge la gestion des affaires civiles de la paroisse ne change alors en rien le fait que le référent identitaire et territorial des individus reste la circonscription religieuse : la paroisse.

### Réforme républicaine de 1911-1916
Après la Révolution de 1911, le régime républicain, anticlérical, décide d'accentuer la différenciation entre les structures civiles et religieuses du pays. Laissant le mot « paroisse » à l'Église, les réformateurs s'approprient le terme freguesia : ils le sécularisent et lui donnent un sens politique et administratif nouveau, exclusivement républicain. Avec la loi n.º 621, du 23 juin 1916, les « paroisses civiles » prennent le nom de freguesias, et la Junte de Paroisse prend le nom de Junte de Freguesia. La réforme, relativement pragmatique, réquisitionne un terme de langage usuel, au départ religieux, dont elle complète et réinvente le sens. Le mot est confisqué juridiquement et intégré dans un vocabulaire purement administratif.
L'idée des réformateurs était sans aucun doute de donner un référent identitaire et territorial civil spécifiquement politique aux gens, différencié légalement des structures religieuses, afin de pouvoir procéder à la sécularisation totale de la société portugaise (jusque dans le langage). La différenciation définitive entre les structures civiles (freguesias) et ecclésiastiques (paróquias), au Portugal, date de cette époque. Elle n'a pas varié depuis. Sans en avoir l'air, cette réforme constitue un tour de force. Sans que rien ou presque ne change en pratique pour les citoyens, les réformateurs de 1916 sont parvenus à nationaliser un mot, et à créer un repère d'autorité sécularisé nouveau distinct des juridictions religieuses.

### Portée de la réforme républicaine (depuis 1916)
Toutefois, leur action n'élude pas totalement des siècles d'histoire. Aujourd'hui[Quand ?] encore, les limites territoriales des freguesias restent généralement les mêmes que celles des paroisses ecclésiastiques dont elles ont été détachées. Et dans le langage courant, il n'est pas rare de parler de son appartenance à telle ou telle freguesia, quand, en réalité, on fait référence à son appartenance à telle ou telle communauté paroissiale.

## Point de vue juridique et administratif

### Statuts légaux et différents types
Les freguesias sont des subdivisions des communes (concelhos), également appelés municipalité (municípios). Elles sont obligatoires, dans le sens où toutes les communes doivent, légalement, avoir au moins une freguesia (dont le territoire, dans ce cas, coïncide avec celui du Conseil). Un territoire fait, cependant, figure d'exception. Il s'agit de Vila do Corvo, qui est exemptée de cet échelon de division territoriale par l'article 86 du Statut politico-administratif de la région autonome des Açores (Estatuto Político-Administrativo da Região Autónoma dos Açores) du fait de sa situation particulière.
Il y a actuellement[Quand ?] au Portugal cinq communes n'ayant qu'une freguesia : Alpiarça, Barrancos, Porto Santo, São Brás de Alportel et São João da Madeira. La commune qui en regroupe le plus est celle de Barcelos, divisé en 89 freguesias.
À l'échelle nationale, il existe 4 261 freguesias au Portugal, regroupées en 308 communes (concelhos) (situation 2006). « Du fait des disparités régionales (frappantes entre la côte et l'intérieur du pays), le même terme administratif — freguesia — englobe en réalité une grande diversité de situations. » Le territoire d'une freguesia peut être d'à peine quelques hectares ou dépasser les 50 km2, et sa population peut varier de quelques dizaines à plusieurs dizaines de milliers d'habitants. La freguesia de Santa Maria dos Olivais, à Lisbonne, regroupe par exemple 46 410 habitants sur un territoire de 10,66 km2, ce qui lui donne une densité de population de presque 5 000 hab./km2, tandis que la freguesia de Escalhão, située dans le district de Guarda, au nord-est du Portugal, regroupe à peine 931 habitants sur un territoire de 78,43 km2, ce qui lui donne une densité de population de 11,9 hab./km2. Moins vaste, mais encore moins densément peuplée, la freguesia de Lamas de Olo, située dans le district de Vila Real, au nord-est du Portugal, regroupe à peine 177 habitants sur un territoire de 29,34 km2, ce qui lui donne une densité de population de 6,0 hab./km2.
Ce sont les Municipes qui proposent la création de freguesias nouvelles sur leurs territoires, en fonction d'un ensemble de critères fixés par la loi.
Les autorités portugaises distinguent trois types de freguesias :
- les freguesias urbaines, qui possèdent une densité de population supérieure à 500 hab./km2 ou qui intègrent une localité (lugar) ayant une population résidente supérieure ou égale à 5 000 habitants ;
- les freguesias semi-urbaines, qui présentent une densité de population supérieure à 100 hab./km2 et inférieure ou égale à 500 hab./km2, ou qui intègrent une localité ayant une population résidente supérieure ou égale à 2 000 habitants et inférieure à 5 000 habitants ;
- les freguesias rurales, les autres.

« En milieu semi-urbain et rural, le schéma d'organisation territoriale est généralement le suivant : la freguesia dispose d'un village central duquel elle tire son nom, et où est situé le siège de la Junte (équivalent de la mairie). Autour de ce village principal, on trouve un certain nombre de localités mineures (lugares), dépendantes, et de lieux-dits (parfois plusieurs dizaines), englobés dans la freguesia.
En fédérant plusieurs petites localités autour d'un village central principal (sorte de chef-lieu), la freguesia (semi-urbaine ou rurale) portugaise apparaît comme un échelon intermédiaire original entre la dispersion de l'habitat rural et la centralisation dans les villes. »

### Modalités des élections
Chaque freguesia dispose d'une assemblée (assembleia de freguesia), sorte de conseil municipal, et d'une junte, ou comité exécutif (junta de freguesia). Ces échelons du pouvoir local — législatif et exécutif — sont répartis sur deux niveaux, et interdépendants.
Dans un premier temps, l'assemblée de freguesia est élue au suffrage universel direct, au scrutin proportionnel (suivant la méthode d'Hondt), pendant les élections municipales (eleições municipais). Les listes soumises à cette occasion au vote des électeurs sont traditionnellement partisanes (listas partidárias), c'est-à-dire liées à des partis politiques (nationaux), mais les listes indépendantes (d'essence locale) sont autorisées depuis quelques années, et de plus en plus fréquentes. Le scrutin (municipal) permet de dégager une majorité et une opposition à l'assemblée de freguesia.
Dans les faits, toute la campagne électorale dans les freguesias se joue autour des têtes de liste, qui sont en général des personnalités de renom parmi les notables locaux (la réputation, le renom comptent énormément dans ces élections). Le candidat menant la liste qui arrive en tête du scrutin devient obligatoirement président de la junte (ou comité exécutif). Le président de la junte de freguesia, sorte de maire, est donc élu au suffrage universel direct.
Dans un second temps, les membres de l'assemblée de freguesia se réunissent et élisent le comité exécutif de la junte de freguesia, à l'exception du Président de la Junte (Presidente da Junta) qui, rappelons-le, est obligatoirement le candidat menant la liste arrivée première aux élections.
Les juntes (ou comités exécutifs) sont des organes collégiaux.
« Le président de la junte, sorte de maire, est le détenteur du pouvoir exécutif dans toute la freguesia. C'est lui qui mène la politique générale dans la freguesia. Son action englobe des dimensions administratives, économiques, éducatives (scolaires), sociales et culturelles. Il est secondé par plusieurs conseillers (vogais). Ces conseillers sont choisis et élus au sein de l'assemblée de freguesia, sur proposition du président de la junte. Le président de la Junte est un personnage de premier plan, et le principal référent d'autorité dans la collectivité au quotidien. En fonction de la taille et de la population de la freguesia, les membres de la Junte (ou comité exécutif) — président compris — peuvent exercer leur mandat à temps plein ou à mi-temps. » Lorsque les freguesias ont moins de 150 habitants, elles ne disposent pas d'assemblée communale. Le président de la junte et ses conseillers sont alors élus au suffrage universel direct.

### Assemblées

#### Composition
Les assemblées de freguesias (assembleia de freguesia), sortes de conseils municipaux, sont des organes législatifs locaux, ou « délibératifs » (deliberativos). Elles sont composées de 19 membres dans les freguesias de plus de 20 000 électeurs, de 13 membres quand l'électorat est compris entre 20 000 et 5 000 électeurs, de 9 membres quand le nombre d'électeurs est compris entre 5 000 et 1 000, et de 7 membres pour les circonscriptions de moins de 1 000 électeurs. Dans les freguesias de plus de 30 000 électeurs, on ajoute un membre pour chaque 10 000 électeurs supplémentaires aux 19 membres initiaux de l'assemblée (lorsque l'application de cette règle donne un nombre paire de membres, on[Qui ?] en ajoute encore un autre).

#### Sessions ordinaires
L'assemblée de freguesia tient quatre sessions ordinaires annuelles, en avril, juin, septembre et novembre (ou décembre), convoquées par « proclamation » (''edital). Les première et quatrième sessions sont destinées spécifiquement, d'abord, à l'appréciation de l'inventaire de tous les biens, droits et obligations patrimoniaux de la freguesia, et à leur évaluation. Durant ces réunions, l'assemblée se consacre également à l'appréciation et au vote de la prestation de comptes de l'année précédente. Enfin, pendant ces deux sessions, les élus locaux discutent l'approbation des options du plan (plano) et de la proposition de budget (orçamento) pour l'année suivante. Pour des raisons de cohérence (démocratique), pendant la dernière année de la mandature, le plan de route et le budget pour l'année qui suit les élections ne sont pas discutés. Ils sont laissés à la charge de la future assemblée élue, qui devra se réunir avant la fin du mois d'avril en session ordinaire ou extraordinaire pour fixer sa feuille de route (plan et budget).

#### Sessions extraordinaires
L'assemblée de freguesia peut être réunie en session extraordinaire, sur initiative du respectif bureau (mesa), ou bien si elle est convoquée : soit par le président de la Junte ; soit par un tiers de ses membres ; soit enfin par un nombre de citoyens électeurs (inscrits sur les listes de recensement électoral de la freguesia) équivalent à 30 fois le nombre de membres de l'assemblée communale quand l'électorat de la freguesia est inférieur ou égal à 5 000 électeurs, et à 50 fois quand il est supérieur à 5 000.

## Patrimoine de l'humanité
Au mois de mars 2012, dans le cadre du débat l'opposant au gouvernement portugais de Pedro Passos Coelho, le MFL (Mouvement des Freguesias de Leiria) propose de présenter les freguesias au patrimoine mondial de l'humanité, estimant que le système des freguesias « est unique au niveau européen et qu'il rend un service inestimable au peuple portugais ». Le préambule de la proposition de loi 44/XII présentée au début de l'année 2012 à l'Assemblée de la République, et visant à réorganiser les freguesias, reconnaît d'ailleurs « l'identité historique et culturelle des communautés locales. »
Le 12 mars 2012, à Marrazes, dans son discours au MFL, le président de la freguesia de Cortes (Leiria), Manuel Cruz, affirmait que les freguesias constituent « l'une des bases de cohésion de la société portugaise, et du pays. » Il ajoute : « Les freguesias et leurs représentants sont, par essence, des entités à caractère volontaire et social qui ne demandent rien, n'exigent rien, mais qui les premiers servent la dignité des gens, dans la mesure où ils offrent un refuge à ceux qui ne sont pas rentables, aux victimes de la société des chiffres, froide, qui n'accorde de valeur qu'à ce qui est susceptible de rapporter des bénéfices [...]. C'est au sein des freguesias que les enfants, que la jeunesse trouvent un soutien pour leur insertion social, pour leurs activités culturelles, pour leur développement, qu'ils reçoivent l'identité historique de leurs ancêtres, leur identité, et leurs références en tant que citoyens. C'est au sein des freguesias que les personnes âgées trouvent un soutien pour une vieillesse digne, un accompagnement, que leurs préoccupations et besoins sont entendus, acceptés, que l'on trouve des solutions pour elles, en lien avec les familles. C'est au sein des freguesias qu'on leur donne tout sans rien demander, en reconnaissance d'une vie donnée à la société, dans la mesure où nous sommes ce que nous sommes parce qu'elles ont donné ce qu'elles avaient de meilleur. C'est au sein des freguesias que l'on fait tout ce qui est possible pour qu'elles puissent profiter de l'automne de leur vie plus confortablement et avec moins de sacrifices. Les freguesias ouvrent leurs portes aux démunis, aux chômeurs et aux exclus, que plus personne ne veut écouter ou recevoir, que plus personne ne soutient. Elles les accompagnent et s'efforcent de juguler, de résoudre leurs problèmes. »
L'idée de présenter le système administratif de gestion du territoire par freguesias au patrimoine mondial de l'humanité a été émise officiellement lors de la session de réunion des députés et des élus locaux, le 12 mars 2012, par Mário Rodrigues, président de la junte de la freguesia de Boa Vista, au nom de ladite freguesia. Elle repose sur les axes suivants :
- les freguesias rendent un service inestimable au peuple portugais. Le système des freguesias offre un véritable modèle d'organisation citoyenne ;

- la division administrative du territoire portugais en freguesias n'amène, en soi, pratiquement aucune charge au pays ;

- l'administration du territoire portugais est unique au niveau européen et peut-être mondial.

L'idée, suggérée à l'ANFRE (Association Nationale des Freguesias), doit être étudiée après la fin de la crise politique provoquée par le bras de fer l'opposant au gouvernement.

## Modèle desfreguesiasdans le monde
La désignation de freguesia est aussi utilisée dans les territoires ayant été colonisés par le Portugal. Ainsi Macao, sous administration portugaise jusqu'en 1999, possède aujourd'hui encore 7 freguesias.
Au Brésil, le mot freguesia est encore utilisé : il désigne soit des anciens districts de certaines villes, soit les paroisses catholiques. Dans son roman Capitães da Areia (capitaines du sable), Jorge Amado explique que le père José Pedro est privé de freguesia à cause du conflit l'opposant au directeur de la maison de redressement concernant les méthodes employées dans ledit établissement : « Por isso [o padre José Pedro] não teve uma freguesia logo »
Le Cap-Vert possède une division administrative de 17 concelhos subdivisés en 31 freguesias. La reconnaissance comme freguesia d'un groupement de population, aujourd'hui obsolète, marquait dans le passé la première étape de la croissance d'une agglomération.

### Macao
- Freguesia da Sé,
- freguesia de Nossa Senhora de Fátima,
- freguesia de Nossa Senhora do Carmo (Taipa),
- freguesia de Santo António,
- freguesia de São Lázaro,
- freguesia de São Lourenço,
- freguesia de São Francisco Xavier (Coloane).